# Cristina somalica
Cristina somalica is een hooiwagen uit de familie echte hooiwagens (Phalangiidae).